# 15. Berlini Nemzetközi Filmfesztivál
Az 15. Berlini Nemzetközi Filmfesztivál 1965. június 25. és július 6. között került megrendezésre. Az Arany Medve díjat Jean-Luc Godard filmje, az Alphaville nyerte. A fesztivál ettől az évtől saját maga választotta a zsűritagjait, míg eddig az országok küldték a tagokat.

## Zsűri
Az alábbi emberek voltak a fesztivál zsűrijének tagjai:
- John Gillett, brit filmkritikus - Zsűrielnök
- Alexander Kluge, nyugat-német filmkészítő, producer és író
- Ely Azeredo, brazil filmkritikus
- Monique Berger, francia újságíró és filmkritikus
- Kyushiro Kusakabe, japán filmkritikus
- Jerry Bresler, amerikai filmproducer
- Karena Niehoff, nyugat-német újságíró és filmkritikus
- Hansjürgen Pohland, nyugat-német filmkészítő és producer
- Hans-Dieter Roos, nyugat-német filmkritikus

## A fesztivál programja
Az alábbi filmek voltak versenyben az Arany Medve- és az Ezüst Medve-díjakért:
| Magyar cím                                   | Eredeti cím                                       | Rendező                                                                                    | Ország                    |
| -------------------------------------------- | ------------------------------------------------- | ------------------------------------------------------------------------------------------ | ------------------------- |
| Alphaville                                   | Alphaville: une étrange aventure de Lemmy Caution | Jean-Luc Godard                                                                            | Franciaország             |
| El arte de vivir                             | El arte de vivir                                  | Julio Diamante                                                                             | Spanyolország             |
| Wälsungenblut                                | Wälsungenblut                                     | Rolf Thiele                                                                                | Nyugat-Németország        |
| A boldogság                                  | Le Bonheur                                        | Agnès Varda                                                                                | Franciaország             |
| Cat Ballou legendája                         | Cat Ballou                                        | Elliot Silverstein                                                                         | Amerikai Egyesült Államok |
| Csaruláta                                    | চারুলতা                                              | Satyajit Ray                                                                               | India                     |
| Das Boot von Torreira                        | Das Boot von Torreira                             | Alfred Ehrhardt                                                                            | Nyugat-Németország        |
| Een zondag op het eiland van de Grande Jatte | Een zondag op het eiland van de Grande Jatte      | Frans Weisz                                                                                | Hollandia                 |
| A csábítás trükkje                           | The Knack ...and How to Get It                    | Richard Lester                                                                             | Egyesült Királyság        |
| Szerelem 65                                  | Kärlek 65                                         | Bo Widerberg                                                                               | Svédország                |
| Kungsleden                                   | Kungsleden                                        | Gunnar Höglund                                                                             | Svédország                |
| Vereda de Salvação                           | Vereda de Salvação                                | Anselmo Duarte                                                                             | Brazília                  |
| Pajarito Gómez                               | Pajarito Gómez                                    | Rodolfo Kuhn                                                                               | Argentína                 |
| A hajtány                                    | The Railrodder                                    | Gerald Potterton                                                                           | Kanada                    |
| Una bella grinta                             | Una bella grinta                                  | Giuliano Montaldo                                                                          | Olaszország               |
| Iszonyat                                     | Repulsion                                         | Roman Polański                                                                             | Egyesült Királyság        |
| Kabe no naka no himegoto                     | 壁の中の秘事                                      | Kōji Wakamatsu                                                                             | Japán                     |
| Shakespeare-Wallah                           | Shakespeare-Wallah                                | James Ivory                                                                                | Amerikai Egyesült Államok |
| Párizs, ahogyan látja                        | Paris vu par...                                   | Claude Chabrol, Jean Douchet, Jean-Luc Godard, Jean-Daniel Pollet, Éric Rohmer, Jean Rouch | Franciaország             |
| Thomas l'imposteur                           | Thomas l'imposteur                                | Georges Franju                                                                             | Franciaország             |
| To                                           | To                                                | Palle Kjærulff-Schmidt                                                                     | Dánia                     |
| Yeats Country                                | Yeats Country                                     | Patrick Carey                                                                              | Írország                  |

## Győztesek
- Arany Medve: Alphaville (Jean-Luc Godard)
- Ezüst Medve díj a legjobb rendezőnek: Satyajit Ray (Csaruláta)
- Ezüst Medve díj a legjobb színésznőnek: Madhur Jaffrey (Shakespeare-Wallah)
- Ezüst Medve díj a legjobb színésznek: Lee Marvin (Cat Ballou legendája)
- A zsűri különdíja: 
  - Iszonyat (Roman Polański)
  - A boldogság (Agnès Varda)
    - Tiszteletbeli említés: Walter Newman, Frank Pierson (Cat Ballou legendája)
- Jugendfilmpreis, az ifjúsági filmes díj
  - Legjobb egész estés ifjúsági film: Pajarito Gómez (Rodolfo Kuhn)
    - Tiszteletbeli említés:
      - Legjobb ifjúsági rövidfilm: Das Boot von Torreira (Alfred Ehrhardt)
      - Legjobb egész estés ifjúsági film: Cat Ballou legendája (Elliot Silverstein)
- FIPRESCI-díj
  - Iszonyat (Roman Polański)
    - Tiszteletbeli említés: Szerelem 65 (Bo Widerberg)
- OCIC-díj
  - Csaruláta (Satyajit Ray)
- UNICRIT-díj
  - 31 fok árnyékban (Jiří Weiss)

## Fordítás
- Ez a szócikk részben vagy egészben  a(z)   15th Berlin International Film Festival című angol Wikipédia-szócikk fordításán alapul.  Az eredeti cikk szerkesztőit annak laptörténete sorolja fel. Ez a jelzés csupán a megfogalmazás eredetét és a szerzői jogokat jelzi, nem szolgál a cikkben szereplő információk forrásmegjelöléseként.